# Otras verdades (álbum de India Martínez)
Otras vidas es el cuarto álbum de estudio de la cantante India Martínez. Un álbum que salió a la venta el 23 de octubre de 2012, y que es un disco de versiones de grandes artistas llevando las versiones a su terreno , convirtiéndolo en número 2 a él, y fue todo un éxito Hoy de Gloria Estefan.

## Canciones del disco
1. Hoy - 3:34
2. Aléjate de mí - 4:30
3. Nunca el tiempo es perdido - 3:47
4. Me cuesta tanto olvidarte - 3:04
5. Suerte - 4:01
6. Lo ves - 4:40
7. Si tú no estás aquí - 4:21
8. Como hablar - 3:53
9. Canta corazón - 3:45
10. No me doy por vencido - 3:45
11. Deseos de cosas imposibles - 4:01
12. Aicha - 4:37
13. Nana del caballo grande - 3:46

## Posicionamiento

### Semanales
| País/Continente | Ranking         | Primera semana | Posición de ingreso | Mejor posición | Semanas en la mejor posición | Semanas en el ranking | Última semana |
| --------------- | --------------- | -------------- | ------------------- | -------------- | ---------------------------- | --------------------- | ------------- |
| Europa          |                 |                |                     |                |                              |                       |               |
| España          | Top 100 álbumes | 28/10/12       | 2                   | 2              | 1                            | 76                    | 19/10/14      |

- Datos: Q42906337